# Chorula
Chorula (Duits: Chorulla, 1936–45 Steinfurt) is een dorp in de Poolse woiwodschap Opole. De plaats maakt deel uit van de gemeente Gogolin en telt 640 inwoners.